# Rodrigo Ureña
Rodrigo Andrés Ureña Reyes (* 1. März 1993 in Conchalí, Santiago) ist ein chilenischer Fußballspieler. Der Mittelfeldspieler wurde in drei Ländern nationaler Meister und ist seit Juni 2025 Nationalspieler.

## Karriere

### Anfänge und Leihen
Rodrigo Ureña, auch Pitbull genannt, spielte ab 2003 in den Jugendmannschaften von Unión Española, als er im Alter von 10 Jahren zu dem Verein kam. Sein Debüt in der ersten Mannschaft gab der Mittelfeldspieler im Mai 2012 in der Apertura 2012 gegen Deportes Antofagasta. Während er an der Copa Libertadores der U20-Teams teilnahm, weigerte sich Ureña, einen Profivertrag zu unterschreiben, da ihm das vom Verein angebotene Gehalt zu niedrig war. Im Oktober 2012 kaufte er seine eigenen Spielerrechte und wurde nach Meinungsverschiedenheiten mit der Vereinsführung von Unión Española zum freien Spieler. Eine Woche später wurde Ureña von Universidad de Chile auf Wunsch des Trainers Jorge Sampaoli verpflichtet. Sein Debüt für La U gab er im März 2013 bei einem 3:1-Sieg gegen den CD Cobresal, als er in der 66. Minute eingewechselt wurde. Aufgrund eines Überangebots an Mittelfeldspielern wie Rodrigo Rojas und Charles Aránguiz bekam er jedoch nicht viele Einsatzmöglichkeiten. Daher wurde er zweimal an den CD Cobresal verliehen: von 2013 bis 2015 und erneut im Jahr 2016.

### Wechsel innerhalb Chiles
Nach diesen zwei Leihperioden wurde Ureña 2017 als Neuzugang von Deportes Temuco vorgestellt. Da er dort nicht regelmäßig spielte, wechselte er zum CD Palestino, wo er zwei Monate blieb, bevor er an Deportes Antofagasta verliehen wurde. Nach einer sechsmonatigen Inaktivität wechselte Ureña in der zweiten Hälfte des Jahres 2018 zu Cobresal. Sein Vertrag wurde später für die Saison 2019 verlängert, in der er zum Kapitän der Mannschaft und zu einem der besten Spieler der Liga wurde.

### Wechsel nach Kolumbien
Im Januar 2020 wurde Ureña vom kolumbianischen Verein América de Cali verpflichtet. Er spielte dort zwei Saisons und gewann die Categoría Primera A 2020. Im Januar 2022 wurde er von Deportes Tolima verpflichtet.

### Wechsel nach Peru
Nachdem sein Vertrag mit Tolima ausgelaufen war, wurde Ureña im November 2022 vom peruanischen Verein Universitario de Deportes verpflichtet und mit einem einjährigen Vertrag ausgestattet. Im November 2023 gewann Ureña mit La U die Primera División 2023 und beendete damit eine 10-jährige Durststrecke für die Cremefarbigen. Kurz nach Gewinn der Meisterschaft verlängerte er seinen auslaufenden Vertrag. Ureña wurde zum besten ausländischen Spieler der Liga gewählt. In der folgenden Saison gewann er das Torneo Apertura 2024.

## Nationalmannschaft
Im Juni 2025 debütierte Ureña in der Nationalmannschaft beim Weltmeisterschafts-Qualifikationsspiel gegen Bolivien.

## Erfolge
Universidad de Chile
- Chilenischer Pokalsieger: 2012/13, 2015
- Chilenischer Supercup-Sieger: 2015

Cobresal
- Chilenischer Meister: 2015/16-C

América de Cali
- Kolumbianischer Meister: 2020

Tolima
- Sieger der Superliga de Colombia: 2022

Universitario
- Peruanischer Meister: 2023